# In viaggio tra le stelle (programma televisivo)
In viaggio tra le stelle era un programma televisivo di divulgazione scientifica di Mino Damato, trasmesso nel 1973 sul programma nazionale. Il programma, dedicato all'astronomia, era composto da otto puntate della durata di un'ora e andava in onda in seconda serata. Accanto alle interviste ad astronomi e ai servizi sugli osservatori astronomici, nel programma non mancavano i momenti suggestivi, come la declamazione di una poesia sul cielo stellato scritta da William Habington.
Ogni puntata si apriva con una frase tratta dalla poesia The Star di Jane Taylor e si chiudeva con la canzone Cold night di Phillip Goodhand-Tait ricompresa nell'album I Think I'll Write a Song  pubblicato nel 1971.
La trasmissione aprì la strada ai programmi televisivi di divulgazione dell'astronomia.
In seguito, sviluppando i temi della trasmissione, Mino Damato ha scritto insieme a Franca Rampazzo un libro intitolato Un viaggio tra le stelle.